# Rodrigo Álvarez das Astúrias
Rodrigo Álvarez das Astúrias (séc. XIII-c. 1334), era o filho de Pedro Álvarez das Astúrias e de sua esposa Sancha Rodríguez de Lara, filha de Rodrigo Álvarez de Lara —filho ilegítimo de Álvaro Núñez de Lara e de Teresa Gil de Osorno—  e de Sancha Díez de Cifuentes, filha de Diego Froilaz e de sua esposa Aldonça Martins da Silva, que antes do seu casamento foi amante do rei  de Afonso IX de Leão de quem teve descendência.  Foi senhor de Noreña e corregedor de Leão, Astúrias e Galíza. Foi também senhor de Allande, Llanes, Siero e outra localidade não identificada.  Foi aio do rei D. Henrique II de Castela e rico-homem de Castela, como é referido na Crónica de El-Rei D. Afonso XI de Castela, ao capitulo 140.

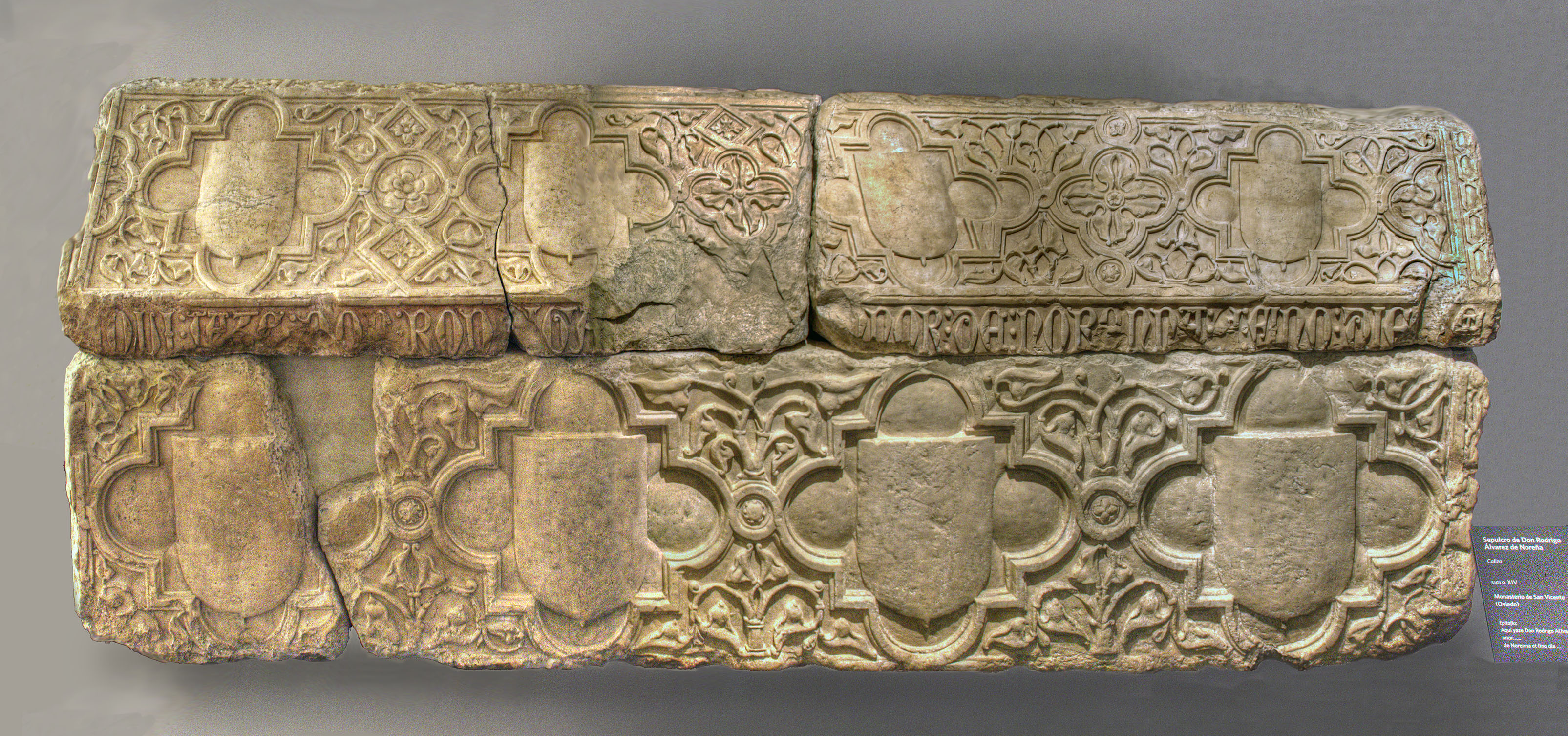
Sepulcro de Rodrigo Álvarez das Astúrias no Museo Arqueológico de Asturias

Em 1331, Rodrigo Álvarez concedeu um testamento perante o notário de Gijón, Alfonso Nicolás, na sua posse de Lillo. Este documento detalha extensivamente os seus bens e ordena a realização de numerosas doações a mosteiros e igrejas. Como morreu sem descendentes directos (o seu único filho, Álvar Díaz, era ilegítimo e morreu na infância), o testamento foi inicialmente concedido a favor do seu sobrinho Ferrán Rodríguez de Villalobos, filho de sua prima Teresa Alfonso, embora mais tarde o mudasse a favor do seu pupilo Henrique, futuro rei Henrique II de Castela, filho bastardo do rei Afonso XI.

## Descendência
Rodrigo teve pelo menos dois filhos ilegítimos.
- Alvar Díaz, morreu em 1325 e foi enterrado no mosteiro de Santa Maria de la Vega. Era o filho de Sancha Álvarez que mais tarde professou no mosteiro onde o seu filho foi enterrado.[1]

- Sancha Rodríguez, casada com Pedro Núñez de Guzmán.[1]